# Teucholabis jivaro
Teucholabis jivaro är en tvåvingeart som beskrevs av Alexander 1944. Teucholabis jivaro ingår i släktet Teucholabis och familjen småharkrankar.
Artens utbredningsområde är Ecuador. Inga underarter finns listade i Catalogue of Life.